# 瓦莱讷
瓦莱讷（法語：Valennes，法語發音：[valɛn]）是法国萨尔特省的一个市镇，属于马梅尔斯区。

## 地理
瓦莱讷（47°59'47"N, 0°48'34"E）面积26.7 平方千米，位于法国卢瓦尔河地区大区萨尔特省，该省份为法国西北部内陆省份，北起顺时针与奥恩省、厄尔-卢瓦省、卢瓦-谢尔省、安德尔-卢瓦尔省、曼恩-卢瓦尔省和马耶讷省接壤，是法国大西部的入口，连接卢瓦尔河谷、布列塔尼和巴黎盆地。
与瓦莱讷接壤的市镇（或旧市镇、城区）包括：巴尤、拉艾、贝尔费、维布赖、库埃特龙欧佩什。

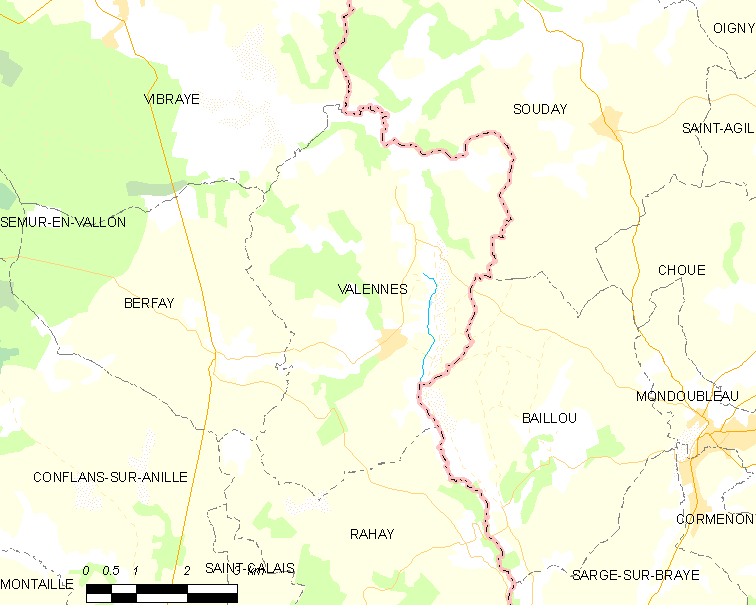
瓦莱讷的OSM定位图

瓦莱讷的时区为UTC+01:00、UTC+02:00（夏令时）。

## 行政
瓦莱讷的邮政编码为72320，INSEE市镇编码为72366。

## 政治
瓦莱讷所属的省级选区为圣卡莱县。

## 人口

1962-2008年间瓦莱讷人口变化图示

瓦莱讷于2022年1月1日时的人口数量为304人。